# Kūner
Kūner (persiska: كونر) är en ort i Iran.   Den ligger i provinsen Mazandaran, i den norra delen av landet, 140 km nordost om huvudstaden Teheran. Antalet invånare är 203.
Terrängen runt Kūner är mycket platt. Runt Kūner är det tätbefolkat, med 286 invånare per kvadratkilometer. Närmaste större samhälle är Babol, 11,8 km sydost om Kūner. Trakten runt Kūner består till största delen av jordbruksmark.